# Эфесская вечерня

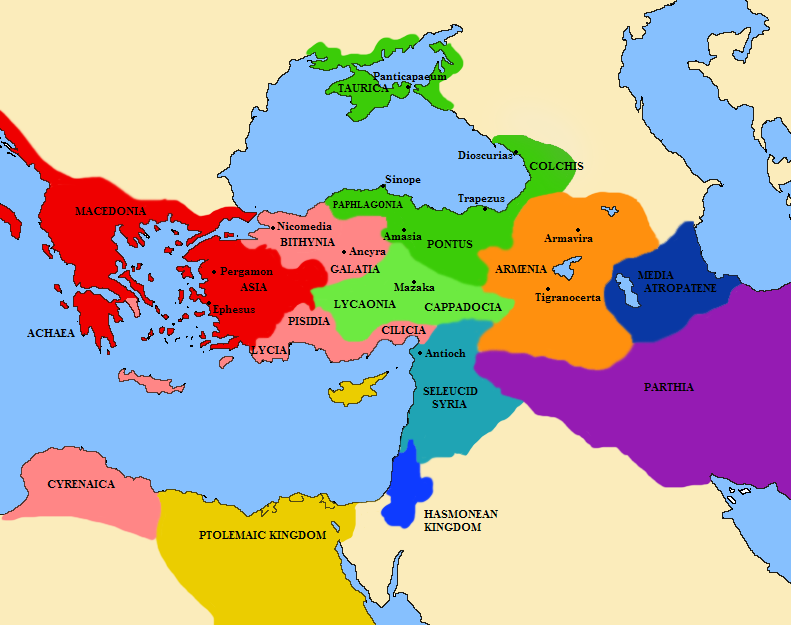
Карта Малой Азии, Греции и Ближнего Востока на момент начала Первой Митридатовой войны (89 г. до н. э.).

Эфесская вечерня — массовое убийство римских граждан и италиков в Малой Азии, совершенное в 88 году до н. э. по приказу Митридата VI после захвата им ряда провинций в ходе Первой Митридатовой войны.

## Предыстория
В I веке до н. э. Рим проводил активную экспансионистскую политику, захватывая и подчиняя малые государства Средиземноморья. Римские и италийские ростовщики активно начали прибирать к своим рукам экономику Малой Азии, вызывая тем самым сильную ненависть местного населения.
Однако стремление Рима установить полный контроль над богатейшей провинцией Малой Азией столкнулось с растущими амбициями царей Понтийского царства. В результате в 89 г. до н. э. началась I Митридатова война (89 — 85 гг. до н. э.). Используя временную слабость Рима, понтийский царь Митридат VI Евпатор быстро захватил обширные владения на Востоке. В 88 г. в Эфесе он издал тайный приказ об истреблении всех римлян и италиков на захваченных им территориях. Целей этой резни было несколько: уничтожение римских граждан и италиков как проводников римского влияния, пополнение царской казны за счет имущества казненных, а также стремление царя привязать к себе и навсегда оторвать от Рима жителей городов, принявших участие в резне римлян и италиков.

## Резня
Понтийский царь самым тщательным образом спланировал уничтожение такого большого количества людей. Для этого он разослал по подвластным городам тайный приказ:

Выждав тридцать дней, сразу всем напасть на находящихся у них римлян и италийцев, на них самих, на их жён и детей и отпущенников, которые будут италийского рода, и, убив их, бросить их без погребения, а все их имущество поделить с царем Митридатом. Он объявил и наказания тем, кто их будет хоронить или укрывать, и награды за донос тем, кто изобличит или убьет скрывающих; рабам за показание против господ — свободу, должникам по отношению к кредиторам — половину долга. Такой тайный приказ он послал одновременно всем, и когда наступил этот день, то по всей Азии можно было видеть самые разнообразные картины несчастий.— Аппиан
В провинциях и вассальных государствах к римским гражданам долгое время относились крайне негативно, поскольку грабительский характер римской политики в отношении провинций был очевиден всем. Особое возмущение провинциалов вызывала деятельность римских откупщиков (публиканов), выкачивавших деньги из Азии в невиданных прежде масштабах, применяя при этом самые жестокие методы принуждения, вплоть до продажи неплательщиков в рабство. По этой причине, когда был обнародован приказ Митридата, в массовых убийствах римских граждан и италиков самое активное участие приняло местное население, которое видело в римлянах представителей чужеземной оккупационной власти. Помимо Эфеса массовые убийства происходили в Адрамитионе, Кавне, Пергаме и Траллах. Как правило, истребление носило самый беспощадный характер: вопреки древнему обычаю, гарантировавшему неприкосновенность всем укрывавшихся в храмах, жители Эфеса сознательно пошли на святотатство против храма Артемиды и несчастных, державшихся за изображение богини, убили прямо на месте. В Пергаме подобным же образом были убиты укрывшиеся в храме Асклепия римляне, которых там перестреляли из луков.
Такие же злодеяния творились во множестве других городов:

Адрамиттийцы, выйдя в море, убивали тех, которые собирались спастись вплавь, и топили в море маленьких детей. Жители Кавна, после войны с Антиохом ставшие подданными и данниками родосцев и незадолго до этого от римлян получившие свободу, оттаскивая от статуи Гестии тех римлян, которые бежали в храм Гестии в здании Совета, сначала убивали детей на глазах матерей, а затем и их самих, и вслед за ними и мужчин. Жители Тралл, не желая самолично совершать такое преступление, наняли для выполнения этого дела пафлагонца Феофила, человека дикого, и Феофил, собрав всех римлян вместе в храм Согласия, стал их там убивать и у некоторых, обнимавших статуи богов, отрубал руки. Такое бедствие постигло бывших в Азии италийцев и римлян, всех вместе – и мужчин, и детей, и женщин, и вольноотпущенных, и их рабов, которые были италийского происхождения. И в этом случае особенно было ясно, что Азия не вследствие страха перед Митридатом, но скорее вследствие ненависти к римлянам совершала против них такие ужасные поступки.— Аппиан
В то же время в Смирне, Магнесии, на Косе репрессий не было. Иногда римляне всего лишь меняли тогу на греческий гиматий, и одно это спасало их от гибели. Хотя Плутарх указывает число погибших при резне римлян в 150 тысяч человек, даже «минимальное» число жертв, 80 тысяч (Val. Max. IX. 2. Ext. 3; Memno 31.4) является, как полагают авторитетные специалисты, сильно завышенной . Но, разумеется, гибель даже нескольких тысяч римских граждан не могла не вызвать в Риме страшного возмущения.

## Последствия
Понтийский царь Митридат использовал конфискованные у погибших римлян ценности для пополнения собственной казны. Столь неслыханное преступление заставило римское общество сплотиться и направить для борьбы с Понтийским царством мощную армию. Впоследствии после заключения мира с Митридатом диктатор Сулла наложил на провинцию Азию за участие в истреблении римских граждан колоссальный штраф в двадцать тысяч талантов, полностью разоривший её города.

## См.также
- Сицилийская вечерня
- Брюггская заутреня